# Берія (Кентуккі)
Бері́я (англ. Berea) — місто (англ. city) в США, в окрузі Медісон штату Кентуккі. Населення — 15 539 осіб (2020).

## Географія
Берія розташована за координатами 37°35′20″ пн. ш. 84°17′13″ зх. д. / 37.58889° пн. ш. 84.28694° зх. д. (37.589024, -84.287063). За даними Бюро перепису населення США в 2010 році місто мало площу 41,66 км², з яких 41,47 км² — суходіл та 0,19 км² — водойми.

### Клімат
| Клімат : Берія                | Клімат : Берія | Клімат : Берія | Клімат : Берія | Клімат : Берія | Клімат : Берія | Клімат : Берія | Клімат : Берія | Клімат : Берія | Клімат : Берія | Клімат : Берія | Клімат : Берія | Клімат : Берія | Клімат : Берія |
| Показник                      | Січ.           | Лют.           | Бер.           | Квіт.          | Трав.          | Черв.          | Лип.           | Серп.          | Вер.           | Жовт.          | Лист.          | Груд.          | Рік            |
| Абсолютний максимум, °C       | 25,0           | 26,7           | 29,4           | 32,2           | 33,3           | 36,7           | 40,0           | 38,9           | 40,0           | 33,9           | 27,8           | 25,6           | 40,0           |
| Середній максимум, °C         | 7,2            | 10,0           | 15,6           | 21,1           | 25,0           | 29,4           | 30,6           | 30,6           | 26,7           | 20,6           | 14,4           | 8,3            | 20,0           |
| Середній мінімум, °C          | −2,2           | −0,6           | 3,3            | 8,3            | 13,3           | 17,8           | 19,4           | 18,9           | 15,0           | 9,4            | 5,0            | −0,6           | 9,0            |
| Абсолютний мінімум, °C        | −29,4          | −23,3          | −19,4          | −6,1           | −2,8           | 3,9            | 8,3            | 5,6            | −0,6           | −5,6           | −19,4          | −27,2          | −29,4          |
| Норма опадів, мм              | 74             | 90             | 104            | 94             | 134            | 118            | 120            | 91             | 91             | 84             | 97             | 104            | 1201           |
| ----------------------------- | -------------- | -------------- | -------------- | -------------- | -------------- | -------------- | -------------- | -------------- | -------------- | -------------- | -------------- | -------------- | -------------- |
| Джерело: The Weather Channel. |                |                |                |                |                |                |                |                |                |                |                |                |                |

## Демографія
Згідно з переписом 2010 року, у місті мешкала 13 561 особа в 5119 домогосподарствах у складі 3382 родин. Густота населення становила 326 осіб/км². Було 5633 помешкання (135/км²).
Расовий склад населення:
| - 90,7 % — білих - 4,0 % — чорних або афроамериканців - 1,2 % — азіатів - 0,5 % — корінних американців - 0,1 % — вихідців з тихоокеанських островів |

До двох чи більше рас належало 2,6 %. Частка іспаномовних становила 2,7 % від усіх жителів.
За віковим діапазоном населення розподілялося таким чином: 22,7 % — особи молодші 18 років, 64,6 % — особи у віці 18—64 років, 12,7 % — особи у віці 65 років та старші. Медіана віку мешканця становила 32,4 року. На 100 осіб жіночої статі у місті припадало 87,2 чоловіків; на 100 жінок у віці від 18 років та старших — 83,2 чоловіків також старших 18 років.
Середній дохід на одне домашнє господарство становив 47 323 долари США (медіана — 39 906), а середній дохід на одну сім'ю — 55 435 доларів (медіана — 48 845). Медіана доходів становила 40 891 долар для чоловіків та 35 014 долари для жінок. За межею бідності перебувало 26,9 % осіб, у тому числі 29,4 % дітей у віці до 18 років та 9,2 % осіб у віці 65 років та старших.
Цивільне працевлаштоване населення становило 6508 осіб. Основні галузі зайнятості: освіта, охорона здоров'я та соціальна допомога — 40,6 %, виробництво — 17,1 %, мистецтво, розваги та відпочинок — 9,0 %, роздрібна торгівля — 8,3 %.